# Giuseppe Taglialatela
Giuseppe Taglialatela (Isquia, Nápoles, Italia, 2 de enero de 1969) es un exfutbolista, entrenador de porteros y dirigente deportivo italiano. Se desempeñaba como guardameta.

## Trayectoria
Formado en las categorías inferiores del Ischia Isolaverde y del Napoli, se incorporó al primer equipo napolitano en 1986, en calidad de tercer portero por detrás de Claudio Garella y Raffaele Di Fusco. Siendo muy joven, no jugó ningún partido en esa temporada histórica para los azzurri (la del primer Scudetto y de la tercera Copa de Italia). Los dirigentes del club decidieron que madurara en cuadros de divisiones menores: en 1988 fue cedido a préstamo al Palermo (en tercera división) y el año siguiente al Avellino (segunda división). 
En 1990 regresó a Nápoles, totalizando 3 presencias y ganando una Supercopa. En 1991 fue cedido otra vez al Palermo y sucesivamente al Bari. Vuelto al equipo partenopeo en 1993, fue el arquero titular del Napoli por cinco temporadas consecutivas. Entre 1999 y 2002 fue el segundo de Francesco Toldo en la Fiorentina. Sus últimos equipos fueron Siena, Benevento  y Avellino, donde concluyó su carrera en 2006.

## Récord
Taglialatela detiene todavía el récord de la mejor media de penaltis parados en la máxima división italiana: 11 de 27.

## Clubes
| Club             | País   | Año         |
| ---------------- | ------ | ----------- |
| SSC Napoli       | Italia | 1986 - 1988 |
| US Palermo       | Italia | 1988 - 1989 |
| US Avellino      | Italia | 1989 - 1990 |
| SSC Napoli       | Italia | 1990 - 1991 |
| US Palermo       | Italia | 1991 - 1992 |
| AS Bari          | Italia | 1992 - 1993 |
| SSC Napoli       | Italia | 1993 - 1999 |
| AC Fiorentina    | Italia | 1999 - 2002 |
| AC Siena         | Italia | 2002 - 2003 |
| Benevento Calcio | Italia | 2004 - 2005 |
| US Avellino      | Italia | 2005 - 2006 |

## Palmarés

### Campeonatos nacionales
| Título              | Club          | País   | Año         |
| ------------------- | ------------- | ------ | ----------- |
| Serie A             | SSC Napoli    | Italia | 1986 - 1987 |
| Copa de Italia      | SSC Napoli    | Italia | 1986 - 1987 |
| Supercopa de Italia | SSC Napoli    | Italia | 1990        |
| Copa de Italia      | AC Fiorentina | Italia | 2000 - 2001 |
| Serie B             | AC Siena      | Italia | 2002 - 2003 |